# Gerhard Michalitsch
Gerhard Michalitsch (* 23. März 1962) ist ein österreichischer Gewerkschaftsfunktionär und in der Fraktion Sozialdemokratischer GewerkschafterInnen (FSG) verankert.

## Werdegang
Michalitsch erlernte den Beruf des Werkzeugmachers. Er war ÖGB-Jugendsekretär, ÖGB-Bezirksgeschäftsführer Eisenstadt und von 2000 bis 2017 ÖGB-Landesgeschäftsführer, weiters Präsident des Interregionalen Gewerkschaftsrates „IGR Burgenland-Westungarn“. Seit 2000 ist er Mitglied der Vollversammlung der Arbeiterkammer Burgenland, seit 2003 Mitglied im AK-Vorstand, seit 2008 Mitglied der Bundesarbeitskammer.
Im März 2017 wurde er zum Präsidenten der Arbeiterkammer Burgenland gewählt.